# Каршъяка (вилает Балъкесир)
Каршъяка (на турски: Karşıyaka) е град в околия Ердек, вилает Балъкесир, Турция. Разположен е на 0 – 35 метра надморска височина. Населението му през 2012 г. е 2 414 души, в града има голяма общност от българи – мюсюлмани (помаци).